# Alexandre Stricher
 (décembre 2023).
La mise en forme du texte ne suit pas les recommandations de Wikipédia : il faut le « wikifier ».
Les points d'amélioration suivants sont les cas les plus fréquents. Le détail des points à revoir est peut-être précisé sur la page de discussion.
- Les titres sont pré-formatés par le logiciel. Ils ne sont ni en capitales, ni en gras.
- Le texte ne doit pas être écrit en capitales (les noms de famille non plus), ni en gras, ni en italique, ni en « petit »…
- Le gras n'est utilisé que pour surligner le titre de l'article dans l'introduction, une seule fois.
- L'italique est rarement utilisé : mots en langue étrangère, titres d'œuvres, noms de bateaux, etc.
- Les citations ne sont pas en italique mais en corps de texte normal. Elles sont entourées par des guillemets français : « et ».
- Les listes à puces sont à éviter, des paragraphes rédigés étant largement préférés. Les tableaux sont à réserver à la présentation de données structurées (résultats, etc.).
- Les appels de note de bas de page (petits chiffres en exposant, introduits par l'outil «  Source ») sont à placer entre la fin de phrase et le point final[comme ça].
- Les liens internes (vers d'autres articles de Wikipédia) sont à choisir avec parcimonie. Créez des liens vers des articles approfondissant le sujet. Les termes génériques sans rapport avec le sujet sont à éviter, ainsi que les répétitions de liens vers un même terme.
- Les liens externes sont à placer uniquement dans une section « Liens externes », à la fin de l'article. Ces liens sont à choisir avec parcimonie suivant les règles définies. Si un lien sert de source à l'article, son insertion dans le texte est à faire par les notes de bas de page.
- La présentation des références doit suivre les conventions bibliographiques. Il est recommandé d'utiliser les modèles {{Ouvrage}}, {{Chapitre}}, {{Article}}, {{Lien web}} et/ou {{Bibliographie}}. Le mode d'édition visuel peut mettre en forme automatiquement les références.
- Insérer une infobox (cadre d'informations à droite) n'est pas obligatoire pour parachever la mise en page.

Pour une aide détaillée, merci de consulter Aide:Wikification.
Si vous pensez que ces points ont été résolus, vous pouvez retirer ce bandeau et améliorer la mise en forme d'un autre article.
Alexandre Stricher, né le 18 janvier 1980 à Vitry-sur-Seine, est un pilote d'éco-rallye et auteur de livres sur l'automobile et la compétition.

## Biographie

### Titres internationaux
Il participe à la FIA Ecorally Cup depuis 2015. En 2018, il remporte l'eRallye Monte-Carlo en Toyota Mirai. En 2019, il s'impose sur cinq épreuves en Consumption Cup (Hi-Tech Ecomobility Rally à Athènes en Volkswagen e-Golf, Czech New Energies Rallye à Cesky Krumlov en Hyundai Ioniq 28, E-Rallye du Chablais à Aigle en Hyundai Kona, Rallye E-Efficacité FIA du Quebec à Laval en Tesla Model 3 et E-Rallye Monte-Carlo en DS 3 Crossback E-Tense) et sur une épreuve en Regularity Cup (Hi-Tech Ecomobility Rally à Athènes en Volkswagen e-Golf) avec cinq copilotes différents.
Après un premier titre acquis en FIA Electric and New Energies Championship en 2019, Alexandre Stricher participe au FIA Smart Driving Challenge, compétition établie par la Fédération Internationale de l'Automobile visant à récompenser le meilleur conducteur du monde.
En 2020, il gagne le titre mondial en signant un record à 1507,319 points. L’année suivante, il remporte un troisième titre mondial et devient le premier pilote à gagner deux titres en FIA Smart Driving Challenge, en plus d’une victoire lors du FIA Smart Driving Challenge France. Deuxième en 2022 lors d’une finale organisée à Bologne durant l’Assemblée Générale de la Fédération Internationale de l’Automobile, avec une victoire lors de l’Automechanika Challenge et d’un Drive Well Challenge Powered by Garmin, il décroche un quatrième titre mondial en 2023 en remportant quatre épreuves tout au long de l’année : Pop-up challenge Commuter, les Playoffs, le Drive Change Today – FIA SDC for COP28, ainsi que la finale organisée à Dubaï, en marge de la COP 28.
En 2024, il conserve son titre mondial en FIA Smart Driving Challenge en s'imposant en finale à Kigali, durant l’Assemblée Générale de la Fédération Internationale de l’Automobile.

### Autres victoires
Avec une DS 3 Crossback E-Tense, il gagne plusieurs manches de la compétition Gran Trofeo (Le Grand Express, What Time Is It? à deux reprises, Iconic, Challenge BMW) en 2021 et 2022 et termine deuxième du Championnat du Monde. 
Alexandre Stricher a également participé à plusieurs manches de championnats nationaux d'eco-rallye en 2023, en s'imposant notamment sur le premier Roma Eco Race - Memorial Fiammetta La Guidara en Italie avec une FIAT 500e et dans le classement consommation de l'E-Rally Reguengos/Mourão/ Redondo au Portugal.
Alexandre Stricher termine deuxième avec son écurie Equipe Bleue de l'Eco Grand Prix en 2020 et troisième en 2023, avec un podium lors de l'Eco Grand Prix du Roussillon à Perpignan. 
Dans des compétitions organisées par des constructeurs automobiles, il a terminé sur le podium du Volkswagen Think.Blue Challenge 2012, puis il a gagné le Challenge Nissan Leaf 30kWh - Col de Turini 2015 et les 24 Heures Hybride Expérience Toyota en 2019. 
En 2021 (Paris), 2023 (Baku), 2024 (Kigali), il participe à la remise de prix FIA où sont récompensés les champions internationaux par la Fédération Internationale de l’Automobile. En 2019, 2021, 2023 et 2024, il est également récompensé par la Fédération Française du Sport Automobile par des trophées destinés à distinguer les pilotes qui ont fait rayonner le sport automobile français dans le monde. 
En 2024, il remporte dès son premier écorallye de la saison en Tchéquie la victoire en consommation avec le prix Bridgestone ENLITEN, avant de remporter l'Albi Eco Race sur le Circuit d'Albi en DS 3 E-TENSE. Durant l'été, il décroche un nouveau podium en efficience (deuxième) au Bohemia Eco Energy Regularity en Tchéquie avec une DS 3. Durant cette année, il participe au Championnat du Portugal d'EcoRallyes. En sept manches, il s'impose à six reprises dans la catégorie "Taça de Eficiência Energética" (Eco Rally Portugal, EcoRally Proença-a-Nova, Gaia Eco Rally, Eco Rali Madeira, Eco Rally De Lisboa et E-Rally CA Alentejo Central) et gagne le titre national en efficience, tout en terminant dans le top 5 de la catégorie Régularité avec un podium à Lisbonne,,.  
En 2025, il remporte sa catégorie lors de l'ADAC E-Compétition, une course de 24 heures en 100 % électrique disputée sur le circuit d'Hockenheim au volant d'une Alfa Romeo Junior Elettrica. Pour sa première apparition en Elektro-Effizienz Challenge en Allemagne, il termine deuxième du Malsfeld 100 en Opel Corsa-e. Au Portugal, il devient le premier à gagner les classements Régularité et Efficience sur une épreuve du championnat national lors du Gaia EcoRally avant d'aligner une nouvelle victoire en Efficience (et meilleur performeur en régularité) lors de l'E-Rally CA Alentejo Central.   

### Divers
Depuis 2021, l'une de ses voitures est au Conservatoire DS. Le DS 3 Crossback E-Tense avec lequel il a remporté le classement efficience de l'E-Rallye Monte-Carlo et qui lui a permis de s'assurer mathématiquement du titre en FIA Electric and New Energies Championship Consumption Cup en 2019 est intégré à la collection DS Automobiles au musée installé à Aulnay-sous-Bois. Cette voiture a conservé la livrée avec laquelle elle avait participé au rallye. 
Il est le rédacteur de l'opération Ford Predictive Tweets pour Ford France, avec GTB Paris et Ogilvy Paris, qui remporte un Clio Sports Gold 2018, deux Epica Awards 2017 (Silver en Online Social Networks et Bronze en Online Campains - Automotive) pour avoir alimenté un compte Twitter spécifique avec les commentaires de la course des 24 Heures du Mans 2017 publié quelques semaines avant la course. Plus de 10 000 messages avaient été imaginés.  
En 2013, il remporte le Golden Blog Awards du meilleur blog auto/moto francophone pour AUTOcult.fr, avant d'être finaliste l'année suivante pour EnVoitureCarine.fr. 

## Publications
- Le 50 plus grands rallyes, E.T.A.I, 2018 (ISBN 9791028303129)
- La F1 en 50 Grands Prix, ETAI, 2017 (ISBN 9791028302146)
- Belles des années 80, AUTODROME, 2013 (ISBN 978-2910434311)
- Rallye by Renault Sport, AUTODROME, 2012 (ISBN 9782910434304)